# Narzędzie

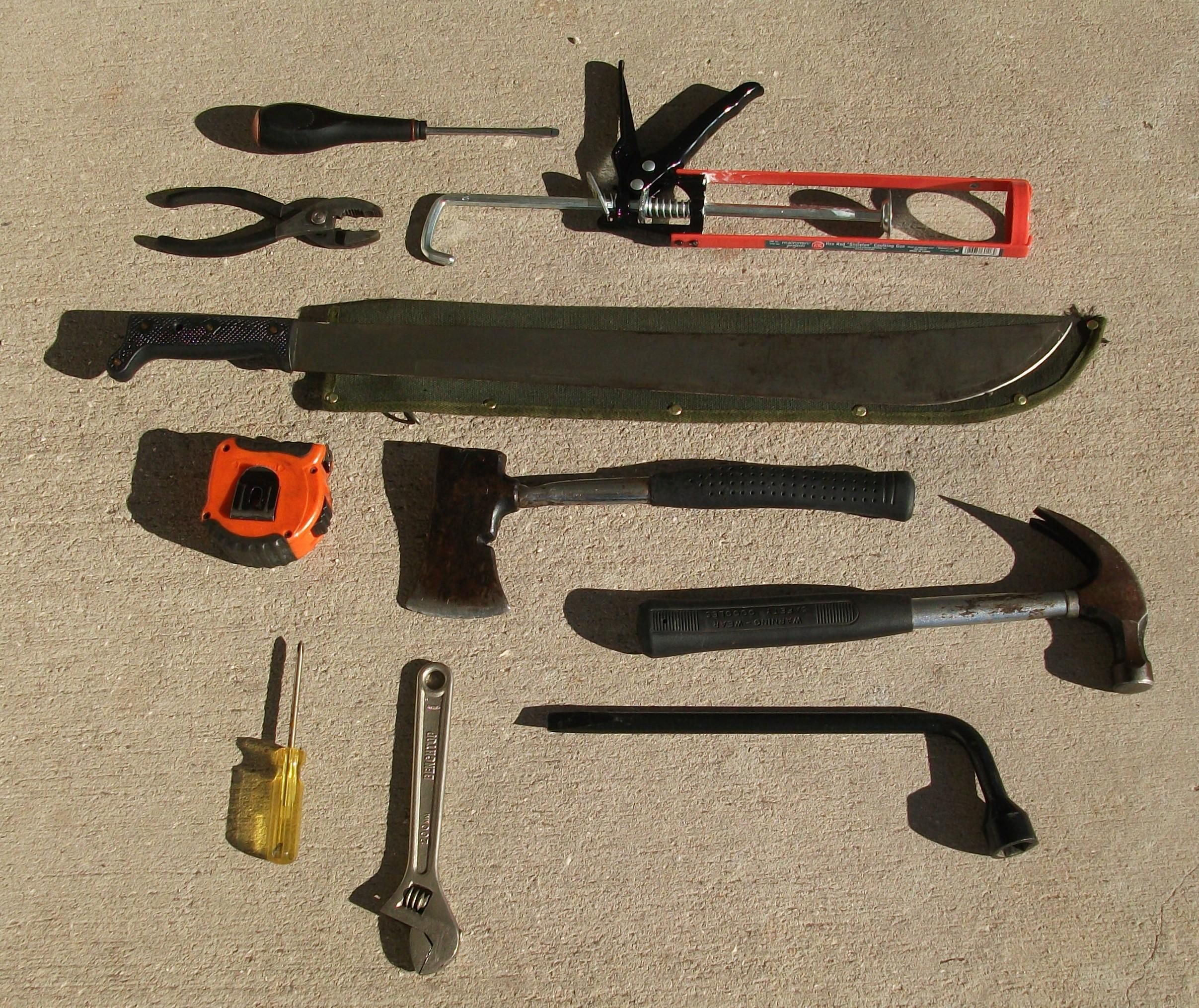
Przykłady zróżnicowanych typów narzędzi

Narzędzie – przedmiot lub urządzenie służące do bezpośredniego oddziaływania w procesie pracy na przedmiot pracy stanowiące wyposażenie człowieka lub maszyny. Większość prostych narzędzi jest maszynami prostymi. Narzędzie pozwala wykonać to, czego przeciętny człowiek nie byłby w stanie wykonać samymi rękoma, lub ułatwia to, co może wykonać sam.
Narzędziami posługują się też niektóre gatunki zwierząt, m.in. szympansy, kapucynki brodate i makaki krabożerne.
Jednym z kryteriów podziału procesów cywilizacyjnych jest rodzaj materiałów używanych na narzędzia:
- epoka kamienia: narzędzia były wykonywane z kości i rogów zwierząt, z drewna, kamienia,
- epoka brązu: ok. 2000 p.n.e. zaczęto stosować narzędzia miedziane i brązowe,
- epoka żelaza: ok. 1000 p.n.e. weszły w użycie narzędzia żelazne.

Najwcześniejszymi narzędziami były kije, kamienie, kości w postaci naturalnej, dobierane odpowiednio do zamierzeń. Następnie zaczęto narzędziom nadawać formy lepiej dostosowujące je do potrzeb. Na przestrzeni wieków nastąpiło ogromne zróżnicowanie narzędzi, dostosowywanych do różnorodnych rzemiosł i gałęzi przemysłu.
Zależnie od wybranego kryterium rozróżnia się narzędzia:
- według dostosowania do zadań:
  - uniwersalne;
  - specjalne;
- według rodzaju napędu:
  - ręczne;
  - zmechanizowane:
    - z napędem elektrycznym inaczej elektronarzędzia np. wiertarka);
    - z napędem pneumatycznym np. młot pneumatyczny,

  - maszynowe (stanowiące wyposażenie maszyny np. do pracy na obrabiarkach);
- według przeznaczenia:
  - nazywane od rodzaju obróbki: np. tokarskie, frezerskie,  kuźnicze;
  - nazywane od profesji użytkownika: np. ślusarskie, szewskie, krawieckie, kominiarskie, stolarskie, ciesielskie;
  - nazywane od rodzaju obrabianego materiału: np. do metalu (stali), do drewna;
  - nazywane od sposobu obróbki: np. skrawające, do obróbki plastycznej, ścierne.

Specjalną grupę stanowią narzędzia pomiarowe.